# Kortatu
I Kortatu sono un gruppo musicale basco fondato nel 1984 a Irun, nella regione di Gipuzkoa, Spagna.
Appartennero al movimento del rock radicale basco, e furono tra i primi a introdurre il genere ska in Spagna, mantenendo sempre una vena punk. Uno dei gruppi che li influenzò maggiormente furono i Clash.
I loro testi inizialmente erano scritti in castigliano ed basco, in seguito utilizzarono solo quest'ultimo.
Non nascosero mai la loro simpatia per la sinistra abertzale. Ad esempio la canzone "Sarri, Sarri" è dedicata allo scrittore spagnolo Joseba Sarrionandia Uribelarrea, che si nascose tra gli altoparlanti durante un concerto di Imanol Larzabal nel carcere di Martutene.

## Storia del gruppo
Il gruppo nacque dall'unione dei fratelli Fermin e Iñigo Muguruza con Treku Armendariz dopo che i fratelli assistettero a un concerto dei Clash a San Sebastián. Il nome deriva dal soprannome di un mugalari dell'ETA ucciso dalla Guardia Civil. I mugalaris erano i militanti che aiutavano la gente a superare la frontiera tra Francia e Spagna.
Nel 1985 pubblicarono una demo contenente canzoni come Mierda de Ciudad, El último ska o Hay algo aquí que va mal. La loro popolarità si accrebbe e a fine anno parteciparono alla compilation intitolata Disco de los cuatro (Soñua, 1985), insieme a Cicatriz, Jotakie e Kontuz-Hi!. I loro pezzi furono Nicaragua Sandinista", Mierda de Ciudad e El último ska de Manolo Rastamán.
Lo stesso anno fecero molti concerti in tutta la regione Euskadi; inoltre suonarono a Madrid e Barcellona. Durante l'anno produssero il loro primo LP negli studi Tsunami di San Sebastián: Kortatu (Soñua, 1985). Le canzoni sono principalmente in castigliano, a parte "Sarri Sarri" e "Zu Atrapatu Arte", in euskera. Il disco contiene anche una cover di Jimmy Jazz dei Clash. Il disco li fece paragonare a band locali come La Polla Records, Hertzainak, Zarama o Barricada, e fu nominato "disco dell'anno" dalle riviste Muskaria, Egin e El Diario Vasco. Quell'anno arrivarono a suonare davanti a 15.000 persone.
Nel 1986 uscirono dai confini spagnoli e suonarono in Svizzera, Germania e Paesi Bassi. pubblicarono l'EP A la calle (Soñua, 1986), che conteneva "Hay algo aquí que va mal", "A la calle" e "Desmond dub", il primo pezzo dub di un gruppo spagnolo, sulla base del loro vecchio brano "Desmond Tutu". A Settembre pubblicarono il loro secondo LP, El Estado De Las Cosas (Soñua, 1986). Anche qui i testi sono principalmente in castigliano. Partecipano al disco Jabier Muguruza ("Jaungoikoa eta Lege Zarra"), Xabier Montoia (cantante dei M-ak, "9 zulo") e Josetxo Silguero ("Equilibrio"). Quell'anno i Kortatu suonarono in tutta la Spagna.
Nel 1987 suonarono senza soste, sia in Spagna che in giro per l'Europa. Di questo tour resta una raccolta pubblicata solo per il mercato europeo: A Frontline Compilation (Red Rhino-Organik, 1988).
Il terzo disco, Kolpez Kolpe (Oihuka) uscì nel 1988, primo cantato interamente in euskera. Registrato negli studi IZ, vanta la collaborazione di Kaki Arkarazo come produttore e tecnico del suono. Il suono si evolve, si avvicina a quelle che saranno le sonorità caratteristiche dei Negu Gorriak. Partecipano al cd Yul (RIP, in "Makurtu Gabe"), Mikel Laboa ("Ehun Ginen") e Jabier Muguruza ("Platinozko Sudurrak"). Nel tour successivo in giro per l'Europa Kaki Arkarazo si aggrega al gruppo come secondo chitarrista. In quattro anni di attività i Kortatu suonarono 280 volte. Durante l'ultimo di essi (1º ottobre) registrarono il loro ultimo cd, il live Azken Guda Dantza (Nola!, 1988), che è stato considerato uno dei migliori dischi dal vivo di sempre dalla rivista Maximum Rock&Roll.
Dopo lo scioglimento del gruppo nel 1988, i fratelli Fermin e Iñigo Muguruza, con Kaki Arkarazo, fondarono i Negu Gorriak. Oggi Fermin continua la sua carriera da solista. Iñigo dopo lo scioglimento dei Kortatu entrò a far parte dei Delirium Tremens come chitarrista; Contemporaneamente al progetto dei Negu Gorriak portò avanti quello dei Joxe Ripiau e oggi suona nel gruppo Segarroi. Treku si è ritirato dalla scena musicale dopo la temporanea esperienza dei Les Mecaniciens con Jabier Muguruza. Kaki ha suonato con Negu Gorriak e Nación Reixa. Dopo lo scioglimento di questi gruppi ha lavorato come produttore discografico e tecnico del suono.

## Formazione
- Fermín Muguruza: chitarra e voce.
- Iñigo Muguruza: basso, chitarra e voce.
- Treku Armendariz: batteria.
- Kaki Arkarazo: chitarra.

## Album
- 1984 - Disco De Los Cuatro (con Cicatriz, Jotakie e Kontuz-Hi!) EP. Ristampato su cd (Oihuka, 2000).
- 1985 - Kortatu LP. La ristampa su cd (Oihuka, 1998) contiene due canzoni extra: "Mierda de ciudad" e "El último ska".
- 1986 - A La Calle EP.
- 1986 - El Estado De Las Cosas LP. La ristampa su cd (Oihuka, 1998) contiene anche le canzoni dell'EP A la calle
- 1988 - A Frontline Compilation LP dal vivo. Ristampato su cd da Oihuka nel 1988.
- 1988 - Kolpez Kolpe LP. Ristampato su cd da Esan-Ozenki nel 1998.
- 1988 - Nicaragua sandinista / Ehun ginen (Nola!) EP.
- 1988 - Azken Guda Dantza LP doppio dal vivo. Nella ristampa su cd (Esan-Ozenki, 1992) scompaiono le censure dalla canzone "Aizkolari"; inoltre si vede che il personaggio nascosto nella copertina de El Estadio De Las Cosas è Juan Carlos I.